# Христо Стамболскі
Христо Танев Стамболскі (1843 рік — 1932 рік) — болгарський лікар, революціонер, державний діяч Болгарського національного відродження. Він першим переклав медичну термінологію з арабської на турецьку.

## Біографія
Христо Стамболскі народився 8 серпня 1843 року в Казанлику, Болгарія, яка тоді входила до складу Османської імперії. Він був першою дитиною Стоенчо Стамбологлу, учителя. 14 серпня 1852 року під час Вігілії Успіння Пресвятої Богородиці його заарештували за те, що він допомагав священику використовувати новий семантрон. На вимогу впливових християн він був звільнений.
Він навчався в Казанлику, а в 1858 році перевівся до Імператорської медичної школи в Стамбулі, яка готувала хірургів для османської армії. Ще під час навчання він допомагав лікувати постраждалих від епідемії холери 1865 року У 1867 році в Стамбулі стався спалах тифу, і за роботу під час цієї епідемії він був нагороджений турецькоюмедаллю Меджіді.
Христо був членом тимчасової ради Болгарського екзархату та президентом болгарського читалища в Стамбулі. У 1877 році він був засланий до Ємену, де описав хворобу дракункулез (Гвінейська глистоза).
Після звільнення Болгарії в 1878 повернувся в Казанлик і став депутатом парламенту Східної Румелії. У 188З1 році був міністром пошти і дорожнього руху. находився під домашнім арештом. Пізніше він написав книгу «Стара болгарська історія». У 1931 році опублікована остання частина його автобіографії. Помер у 1932 році.